# Xolla
Xolla platforma telekomunikacyjna umożliwiająca operatorom sieci telekomunikacyjnych oraz dostawcom ISP dostarczanie klientom i partnerom zaawansowanych usług.
Urządzenia ściśle powiązane z platformą Xolla:
- Xolla Command Center – centralny system zarządzania połączony z bazą danych
- Xolla Node – węzeł dostępowy wykonujący określone usługi telekomunikacyjne
- Node SS7 – do podłączeń platformy w sygnalizacji SS7
- Systemy zewnętrzne – serwery Text-to-Speech, bramy SMS, serwery pocztowe

## Zarządzanie platformą Xolla
Praca ogranicza się jedyne do kontaktu z przeglądarką internetową, która wykonuje proste funkcje oraz, jeśli jest to potrzebne, bardziej złożone operacje. Wszelkie inne działania takie jak dostęp do systemu taryfikacyjnego czy operacje na klientach sprowadzają się do kilku kliknięć myszką. Taki sposób pozwala na sprawne działanie poprzez interfejs webowy, który poprzez bezpośrednie podłączenie do serwera odpowiedzialny jest na propagację informacji do bazy danych i do odpowiednich węzłów Xolla Node.

## Bezpieczeństwo
Platforma Xolla jest chroniona poprzez wielopoziomowe ograniczenia zależne przywilejów użytkownika. Każde żądanie przesłane do serwera aplikacji zostało zabezpieczone przez dynamicznie generowane sumy kontrolne dołączane do zapytać. Platforma pozwala także klasyfikować adresy IP na dopuszczone lub nie oraz uniemożliwia temu samemu adresowi IP na wielokrotne nieudane próby autoryzacji. Wszystkie te zabiegi czynią Xollę bardzo bezpieczną.

## Usługi
Wszelkie działania związane z usługami na platformie wykonują się na tzw. drzewie usług.
Drzewo usług posiada następujące cechy:
- intuicyjne zarządzanie pulami numerów oraz elementami,
- wprowadzenie własnych zapowiedzi głosowych w wielu formatach bezpośrednio z interfejsu web
- indywidualizacja drzewa usług – możliwość transferu interfejsów (punktów początkowych) do klientów i dystrybutorów, tak by dać im możliwość samodzielnego zarządzania usługami,
- dostęp do standardowych funkcji IVR tj. zapowiedzi, skoki, pętle,
- automatyczne gromadzenie statystyk odwiedzin elementów drzewa usług.

### Główne usługi zaimplementowane jako integralne elementy modułu IVR należy wymienić

#### 1-Stage
Usługa jest dostępna jedynie dla użytkowników podłączonych bezpośrednio do węzłów Xolla Node (w technologii IP tj. SIP lub ISDN).
Pozwala ona na identyfikację użytkownika i wybranie numeru przez niego żądanego. W przypadku gdy czas połączenia zostanie przekroczony lub połączenie nie może zostać zrealizowane zostaje automatyczne zerwane. Do korzystania z tej usługi jest wymagane konto klienta, bo tylko klienci którzy są na białej liście mogą używać 1-Stage.
Klienci rozliczani są co miesiąc i dostają faktury generowane automatycznie przez platformę. Na takiej fakturze klient może zobaczyć dane odnośnie do usług, czasu i kosztu połączeń oraz w jakim planie taryfikującym się znajduje. W zawieranych umowach określane jest jaki będzie plan naliczania połączeń typu 1-Stage. Każdy użytkownik może uzyskać darmowe minuty oraz co jakiś ma możliwość sprawdzenia kosztów jakie do tej pory poniósł związanych z połączeniami.

#### Prepaid – Calling cards
Jest to połączenie autoryzowane za pomocą unikalnego identyfikatora. Jeśli użytkownik przekroczy ilość dopuszczonych błędów w identyfikatorze to połączenia z danego numeru zostaną zablokowane.
Gdy wszystko przebiegło poprawnie klient otrzyma informacje o stanie konta. Następnie zostanie poproszony o podanie numeru docelowego.
Po wykorzystaniu całego konta następuje zerwanie połączenia lub, jeśli będzie kontynuowane (o ile istnieje taka możliwość), to połączenie będzie taryfikowane według cennika operatora danego klienta.

#### Reklamy
Są to usługi typu reklamy głosowe z rejestratorem odwiedzin. System rejestruje jaki numer nawiązał połączenie, długość odsłuchanego pliku oraz w ilu procentach został on wysłuchany.

#### Callback
Usługa identyfikuje dzwoniącego na podstawie 1-Stage, po rozpoznaniu rozłącza klienta. Po upływie 5 sekund następuje połączenie zwrotne w którym użytkownik jest proszony o podanie numeru docelowego. Połączenia zwrotne, jak i docelowe taryfikowane są według taryf (płaci za nie klient). Wymagana rejestracja.

#### Call Center
Usługa ta pozwala na tworzenie usług typu infolinie i konkursy audio-tele. Każdy kto chce połączyć się z Call Center połączy się z pewną grupą konsultantów. Aby uniknąć chaosu lub zablokowania linii stosuje się tutaj odpowiednie strategie kolejkowania. Klient który oczekuje na połączenie odsłuchuje zapowiedzi głosowe lub muzykę. Na niektórych infoliniach korzysta się z nagrywania rozmów (zazwyczaj infolinie banków).
Wszystkie rozmowy są zbierane i gromadzone jako statystyki połączeń.
Możliwości jakie daje ta usługa to:
- odtwarzanie zapowiedzi przed połączeniem z konsultantem,
- przerwanie połączenia jeśli wszystkie linie są zajęte przez dłuższy czas,
- wybór konsultanta, gdy jest np. kilka działów.

#### Połączenia darmowe
Usługa działa podobnie jak Prepaid. Jedyna różnica to, to, że operator ponosi całe koszty rozmowy klienta. Operator może wprowadzić limity kosztów, bądź czasu trwania połączeń.

#### Web Callback
Usługa pozwana na wykonywanie połączeń przez serwisy Web ze zintegrowaną platformą Xolla. Koszty połączeń ponosi jednostka udostępniająca Web Callback lub użytkownik platformy.

## Usługi zewnętrzne
Platforma Xolla pozwala na szybkie zwiększenie dostępnych usług oraz integrację i konfigurację istniejących usług. Można ją również zintegrować z usługami, które nie są częścią platformy.
Przykładami takich usług mogą być:
- Serwery pocztowe – Wykorzystywane do przesyłania automatycznie generowanych raportów faktur i typ podobnych informacji
- Serwery bilingowe – Do przesyłania tzw. paczek zawierających wpisy CDR w celu rozliczania ich w zewnętrznym systemie
- Zewnętrzny serwer Text-to-Speech – Umożliwia ona komunikację serwera z syntezatorem mowy, a poprzez niego są tworzone pliki audio, które propagowane do odpowiednich węzłów Xolla Node w różnych lokalizacjach.

## Xolla jako platforma dostępowaVoIP
Ten rodzaj platformy obsługuje następujące kodeki:
- G711 alaw
- G711 ulaw
- G723
- G.726
- G.729
- GSM
- iLBC
- Speex

Występują następujące tryby pracy:
- Gateway, umożliwia on pełnienie roli Media Gateway pomiędzy protokołami H.323, MGCP, SIP oraz siecią PSTN
- Klient protokołów VoIP, umożliwia zarejestrowanie węzła na zewnętrznym serwerze.
- Serwer protokołów VoIP, umożliwia klientom zarejestrowanie się na serwerze oraz wykonywanie i odbieranie połączeń.

## Platforma Xolla w systemach teległosowań i telepłatności
Wyżej wymienione systemy realizują swoją funkcjonalność:
- Wysyłanie wiadomości email oraz SMS zrealizowane na zewnętrznych urządzeniach
- Mechanizm przekazywania rekordów bilingowych do zewnętrznego serwera FTP
- Xolla Command Center i baza danych wsparta mechanizmem load balancingu na wielu klastrach
- Minimum 9 węzłów Xolla Node w konfiguracji 16 x E1 (każdy może pracować na pełnym obciążeniu)
- Usługi zaimplementowane wymienione przez TP jako integralna część modułu scenariusza usług, umożliwia to elastyczne tworzenie logiki zapowiedzi oraz scenariuszy